# Lista planetelor minore: 102001–103000
| Nume                                                | Denumire provizorie                                 | Data descoperirii                                   | Locul descoperirii                                  | Descoperitor(i)                                     |                                                     |                                                     |                                                     |                                                     |                                                     |                                                     |                                                     |                                                     |                                                     |                                                     |                                                     |                                                     |                                                     |                                                     |                                                     |                                                     |                                                     |                                                     |                                                     |                                                     |                                                     |                                                     |                                                     |                                                     |                                                     |                                                     |                                                     |                                                     |                                                     |                                                     |                                                     |                                                     |                                                     |                                                     |                                                     |                                                     |                                                     |                                                     |                                                     |                                                     |                                                     |                                                     |                                                     |                                                     |                                                     |
| 102001–102100 Lista planetelor minore/102001–102100 | 102001–102100 Lista planetelor minore/102001–102100 | 102001–102100 Lista planetelor minore/102001–102100 | 102001–102100 Lista planetelor minore/102001–102100 | 102001–102100 Lista planetelor minore/102001–102100 | 102101–102200 Lista planetelor minore/102101–102200 | 102101–102200 Lista planetelor minore/102101–102200 | 102101–102200 Lista planetelor minore/102101–102200 | 102101–102200 Lista planetelor minore/102101–102200 | 102101–102200 Lista planetelor minore/102101–102200 | 102201–102300 Lista planetelor minore/102201–102300 | 102201–102300 Lista planetelor minore/102201–102300 | 102201–102300 Lista planetelor minore/102201–102300 | 102201–102300 Lista planetelor minore/102201–102300 | 102201–102300 Lista planetelor minore/102201–102300 | 102301–102400 Lista planetelor minore/102301–102400 | 102301–102400 Lista planetelor minore/102301–102400 | 102301–102400 Lista planetelor minore/102301–102400 | 102301–102400 Lista planetelor minore/102301–102400 | 102301–102400 Lista planetelor minore/102301–102400 | 102401–102500 Lista planetelor minore/102401–102500 | 102401–102500 Lista planetelor minore/102401–102500 | 102401–102500 Lista planetelor minore/102401–102500 | 102401–102500 Lista planetelor minore/102401–102500 | 102401–102500 Lista planetelor minore/102401–102500 | 102501–102600 Lista planetelor minore/102501–102600 | 102501–102600 Lista planetelor minore/102501–102600 | 102501–102600 Lista planetelor minore/102501–102600 | 102501–102600 Lista planetelor minore/102501–102600 | 102501–102600 Lista planetelor minore/102501–102600 | 102601–102700 Lista planetelor minore/102601–102700 | 102601–102700 Lista planetelor minore/102601–102700 | 102601–102700 Lista planetelor minore/102601–102700 | 102601–102700 Lista planetelor minore/102601–102700 | 102601–102700 Lista planetelor minore/102601–102700 | 102701–102800 Lista planetelor minore/102701–102800 | 102701–102800 Lista planetelor minore/102701–102800 | 102701–102800 Lista planetelor minore/102701–102800 | 102701–102800 Lista planetelor minore/102701–102800 | 102701–102800 Lista planetelor minore/102701–102800 | 102801–102900 Lista planetelor minore/102801–102900 | 102801–102900 Lista planetelor minore/102801–102900 | 102801–102900 Lista planetelor minore/102801–102900 | 102801–102900 Lista planetelor minore/102801–102900 | 102801–102900 Lista planetelor minore/102801–102900 | 102901–103000 Lista planetelor minore/102901–103000 | 102901–103000 Lista planetelor minore/102901–103000 | 102901–103000 Lista planetelor minore/102901–103000 | 102901–103000 Lista planetelor minore/102901–103000 | 102901–103000 Lista planetelor minore/102901–103000 |
| --------------------------------------------------- | --------------------------------------------------- | --------------------------------------------------- | --------------------------------------------------- | --------------------------------------------------- | --------------------------------------------------- | --------------------------------------------------- | --------------------------------------------------- | --------------------------------------------------- | --------------------------------------------------- | --------------------------------------------------- | --------------------------------------------------- | --------------------------------------------------- | --------------------------------------------------- | --------------------------------------------------- | --------------------------------------------------- | --------------------------------------------------- | --------------------------------------------------- | --------------------------------------------------- | --------------------------------------------------- | --------------------------------------------------- | --------------------------------------------------- | --------------------------------------------------- | --------------------------------------------------- | --------------------------------------------------- | --------------------------------------------------- | --------------------------------------------------- | --------------------------------------------------- | --------------------------------------------------- | --------------------------------------------------- | --------------------------------------------------- | --------------------------------------------------- | --------------------------------------------------- | --------------------------------------------------- | --------------------------------------------------- | --------------------------------------------------- | --------------------------------------------------- | --------------------------------------------------- | --------------------------------------------------- | --------------------------------------------------- | --------------------------------------------------- | --------------------------------------------------- | --------------------------------------------------- | --------------------------------------------------- | --------------------------------------------------- | --------------------------------------------------- | --------------------------------------------------- | --------------------------------------------------- | --------------------------------------------------- | --------------------------------------------------- |

| Predecesor: 101001–102000 | Lista planetelor minore 102001–103000 Semnificații ale numelor: 102001–103000 | Succesor: 103001–104000 |